# 牟田雄祐
牟田 雄祐（むた ゆうすけ、1990年9月22日 - ）は、福岡県福岡市博多区出身のプロサッカー選手。JFL・いわてグルージャ盛岡所属。ポジションはディフェンダー。

## 経歴

### プロ入り前
東吉塚小学校3年時に、千代サッカークラブに入団。博多中学校から筑陽学園高校に進み、3年時に主将として全国高校サッカー選手権に出場した。なお、高校の2学年後輩に同クラブのチームメイトである大武峻がいる。高校卒業時に名古屋グランパスから入団オファーを受けたが、福岡大学へ進学してプレーすることを選択。1年生からレギュラーを獲得し、夏の総理大臣杯で全国優勝を果たした。3年生の時に出場した天皇杯2回戦の大宮アルディージャ戦では、FWラファエルを完璧に抑え込み、福岡大学のPK戦勝利に貢献。4年生では主将を務めた。

### プロ入り後
Jリーグの8クラブが獲得に動いた争奪戦の末、2012年10月6日、名古屋グランパスへ2013年シーズンより入団することが決まった。福岡大学の先輩である永井謙佑が、名古屋で成長しロンドン五輪でブレークしたことも、決断を後押しした。入団内定後、早くプロに慣れることを目的に、名古屋は日本サッカー協会へ特別指定選手の申請をしたが、協会側がシーズン残り試合が少なくなってからの適用について難色を示したため、名古屋は申請を取り下げた。
2013年3月2日の開幕戦となるジュビロ磐田戦で、クラブとしては片山奨典以来7年ぶりの新人開幕スタメンを果たしたが、後半で途中交代となりほろ苦いデビューとなった。その後は試合にほとんど絡むことができず、第25節の清水エスパルス戦から5試合連続で先発出場するなどしたものの、出場機会は限られた。
しかし翌2014年はシーズン途中からスタメンに定着し、リーグ戦24試合に出場を果たした。シーズン最終節の浦和レッズ戦ではプロ初ゴールを決めるとともに、この年は警告を1度も受けることなくシーズンを終えた。
2016年より京都サンガF.C.に完全移籍した。
2017年8月よりJFLのFC今治に期限付き移籍。今治ではリーグ戦10試合に出場し、JFLのシーズンが終了した11月に京都に復帰した。
2020年、J3・いわてグルージャ盛岡に完全移籍により加入。
2022年12月27日、FC琉球への完全移籍が発表された。
2023年12月3日、カンボジア・プレミアリーグのボーウング・ケットFCへの完全移籍された。なお結婚時に妻の姓に改称しており、同リーグではパスポートの名前でしか表記できないため、橘 雄祐（たちばな ゆうすけ）の登録名でプレーしている。2024年末、契約満了で退団。
2025年1月22日、JFLに降格したいわてグルージャ盛岡に復帰。

## 人物・エピソード
- 好きな食べ物は豆腐[14]。

## 所属クラブ
- 千代サッカークラブ[15] (福岡市立東吉塚小学校)
- 福岡市立博多中学校
- 筑陽学園高校[1]
- 2009年 - 2012年 福岡大学[1]
- 2013年 - 2015年  名古屋グランパス
- 2016年 - 2019年  京都サンガF.C.
  - 2017年8月 - 同年11月  FC今治 (期限付き移籍)
- 2020年 - 2022年  いわてグルージャ盛岡
- 2023年  FC琉球
- 2024年  ボーウング・ケットFC
- 2025年 -  いわてグルージャ盛岡

## 個人成績
| 国内大会個人成績 | 国内大会個人成績 | 国内大会個人成績 | 国内大会個人成績 | 国内大会個人成績 | 国内大会個人成績 | 国内大会個人成績 | 国内大会個人成績 | 国内大会個人成績 | 国内大会個人成績 | 国内大会個人成績 | 国内大会個人成績 |
| 年度             | クラブ           | 背番号           | リーグ           | リーグ戦         | リーグ戦         | リーグ杯         | リーグ杯         | オープン杯       | オープン杯       | 期間通算         | 期間通算         |
| 年度             | クラブ           | 背番号           | リーグ           | 出場             | 得点             | 出場             | 得点             | 出場             | 得点             | 出場             | 得点             |
| 日本             | 日本             | 日本             | 日本             | リーグ戦         | リーグ戦         | リーグ杯         | リーグ杯         | 天皇杯           | 天皇杯           | 期間通算         | 期間通算         |
| ---------------- | ---------------- | ---------------- | ---------------- | ---------------- | ---------------- | ---------------- | ---------------- | ---------------- | ---------------- | ---------------- | ---------------- |
| 2009             | 福岡大           | 4                | -                | -                | -                | -                | -                | 3                | 1                | 3                | 1                |
| 2011             | 福岡大           | 4                | -                | -                | -                | -                | -                | 3                | 0                | 3                | 0                |
| 2012             | 福岡大           | 4                | -                | -                | -                | -                | -                | 2                | 0                | 2                | 0                |
| 2013             | 名古屋           | 3                | J1               | 8                | 0                | 0                | 0                | 0                | 0                | 8                | 0                |
| 2014             | 名古屋           | 3                | J1               | 24               | 1                | 5                | 0                | 4                | 0                | 33               | 1                |
| 2015             | 名古屋           | 3                | J1               | 24               | 1                | 4                | 0                | 1                | 0                | 29               | 1                |
| 2016             | 京都             | 4                | J2               | 0                | 0                | -                | -                | 0                | 0                | 0                | 0                |
| 2017             | 京都             | 17               | J2               | 6                | 0                | -                | -                | 0                | 0                | 6                | 0                |
| 2017             | 今治             | 32               | JFL              | 10               | 0                | -                | -                | -                | -                | 10               | 0                |
| 2018             | 京都             | 17               | J2               | 18               | 0                | -                | -                | 1                | 0                | 20               | 0                |
| 2019             | 京都             | 17               | J2               | 4                | 0                | -                | -                | 1                | 0                | 5                | 0                |
| 2020             | 岩手             | 4                | J3               | 27               | 5                | -                | -                | -                | -                | 27               | 5                |
| 2021             | 岩手             | 4                | J3               | 27               | 4                | -                | -                | 3                | 0                | 30               | 5                |
| 2022             | 岩手             | 4                | J2               | 32               | 3                | -                | -                | 1                | 0                | 33               | 3                |
| 2023             | 琉球             | 4                | J3               | 22               | 0                | -                | -                | 1                | 0                | 23               | 0                |
| カンボジア       | カンボジア       | カンボジア       | カンボジア       | リーグ戦         | リーグ戦         | リーグ杯         | リーグ杯         | オープン杯       | オープン杯       | 期間通算         | 期間通算         |
| 2024             | ボーウング       | 22               | Cリーグ          | 27               | 6                | -                | -                | -                | -                | 27               | 6                |
| 日本             | 日本             | 日本             | 日本             | リーグ戦         | リーグ戦         | リーグ杯         | リーグ杯         | 天皇杯           | 天皇杯           | 期間通算         | 期間通算         |
| 2025             | 岩手             | 4                | JFL              |                  |                  | -                | -                |                  |                  |                  |                  |
| 通算             | 日本             | 日本             | J1               | 56               | 2                | 9                | 0                | 5                | 0                | 70               | 2                |
| 通算             | 日本             | 日本             | J2               | 60               | 3                | -                | -                | 3                | 0                | 63               | 3                |
| 通算             | 日本             | 日本             | J3               | 76               | 9                | -                | -                | 4                | 0                | 80               | 10               |
| 通算             | 日本             | 日本             | JFL              | 10               | 0                | -                | -                | 0                | 0                | 10               | 0                |
| 通算             | 日本             | 日本             | 他               | -                | -                | -                | -                | 8                | 1                | 18               | 1                |
| 通算             | カンボジア       | カンボジア       | Cリーグ          | 27               | 6                | -                | -                | -                | -                | 27               | 6                |
| 総通算           | 総通算           | 総通算           | 総通算           | 229              | 20               | 9                | 0                | 20               | 1                | 258              | 22               |

その他の公式戦
- 2024年
  - Cリーグファイナル　2試合0得点

その他の国際公式戦
- 2013年
  - トヨタプレミアカップ 1試合0得点
- 2014年
  - トヨタプレミアカップ 1試合0得点
- Jリーグ初出場 - 2013年3月2日 J1第1節 vsジュビロ磐田（豊田スタジアム）
- Jリーグ初得点 - 2014年12月6日 J1第34節 vs浦和レッズ（埼玉スタジアム2002）

## タイトル

### クラブ
福岡大学
- 九州大学サッカートーナメント大会 (2009年、2010年、2011年、2012年)
- 総理大臣杯全日本大学サッカートーナメント (2009年)
- 九州大学サッカーリーグ1部 (2009年、2011年、2012年)

名古屋グランパス
- トヨタプレミアカップ (2013年)

### 個人
- 全国高等学校サッカー選手権大会 優秀選手 (2008年)
- 九州大学サッカーリーグ1部 新人賞 (2009年)
- 九州大学サッカートーナメント大会 最優秀選手賞 (2012年)
- 九州大学サッカーリーグ1部 最優秀選手賞 (2012年)

## 代表歴・選抜歴
- 2009年 日本高校選抜
- 2010年  U-20日本代表
- 2010年 全日本大学選抜
- 2011年  U-21日本代表
- 2011年 全日本大学選抜
- 2012年 全日本大学選抜